# Europastraße 123
Die Europastraße 123 (kurz: E 123) verläuft von Tscheljabinsk in Russland in südlicher Richtung über Kasachstan nach Usbekistan und Tadschikistan zur tadschikisch-afghanischen Grenze bei Pandschi Pojon (früher russisch Nischni Pjandsch).

## Städte an der Strecke

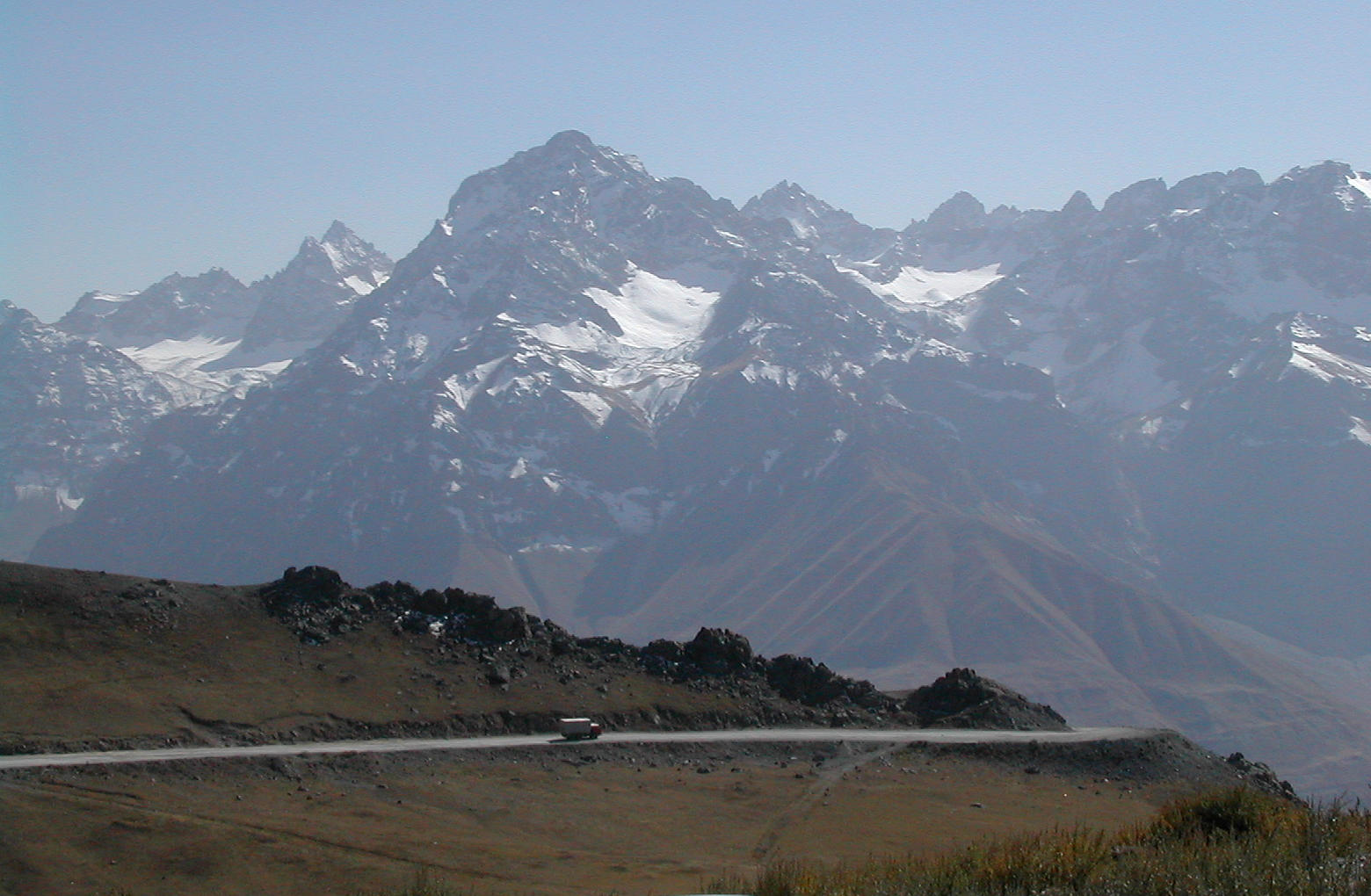
Die E 123 am Anzobpass zwischen Aini und Duschanbe (2004)

Tscheljabinsk – Qostanai – Schesqasghan – Qysylorda – Schymkent – Taschkent – Duschanbe